# Богданівка (Оратівська селищна громада)
Богдані́вка — село в Україні, в Оратівській селищній громаді Вінницького району Вінницької області. Розташоване за 17 км на південний схід від смт Оратів. Населення становить 5 осіб (станом на 1 січня 2018 р.).

## Історія
До 1917 року на місці теперішньої Богданівки був маєток поміщиці Шидловської. В її маєтку було 110 десятин орної землі і 10 десятин лісу, зокрема 2 десятини саду. Хутір Богданівка заснований 1922 року селянами, які виселилися із Балабанівки, отримав назву на честь Богдана Хмельницького.  
Під час Другої світової війни хутір Богданівка з 1941 до 1944 року був тимчасово окупований німецько-фашистськими військами. Тут діяв партизанський загін, в якому активну участь брала Лідія Мах. Вона допомагала партизанам: прала одяг, добувала їжу, ходила в розвідку, виконувала інші завдання. Її руками пущено під укіс не один ешелон цистерн і боєприпасів. У 1944 році Лідія Мах була розстріляна німцями під час повернення з чергового завдання.
Після війни у Богданівці налічувалося 26 дворів. До школи в Балабанівку ходило 47 учнів. Усі дорослі працювали у колгоспі.
12 червня 2020 року, відповідно розпорядження Кабінету Міністрів України № 707-р «Про визначення адміністративних центрів та затвердження територій територіальних громад Вінницької області», село увійшло до складу Оратівської селищної громади.
19 липня 2020 року, в результаті адміністративно-територіальної реформи та ліквідації Оратівського району, село увійшло до складу Вінницького району.

## Населення

### Мова
Розподіл населення за рідною мовою за даними перепису 2001 року:
| Мова       | Кількість | Відсоток |
| ---------- | --------- | -------- |
| українська | 6         | 100%     |

## Галерея

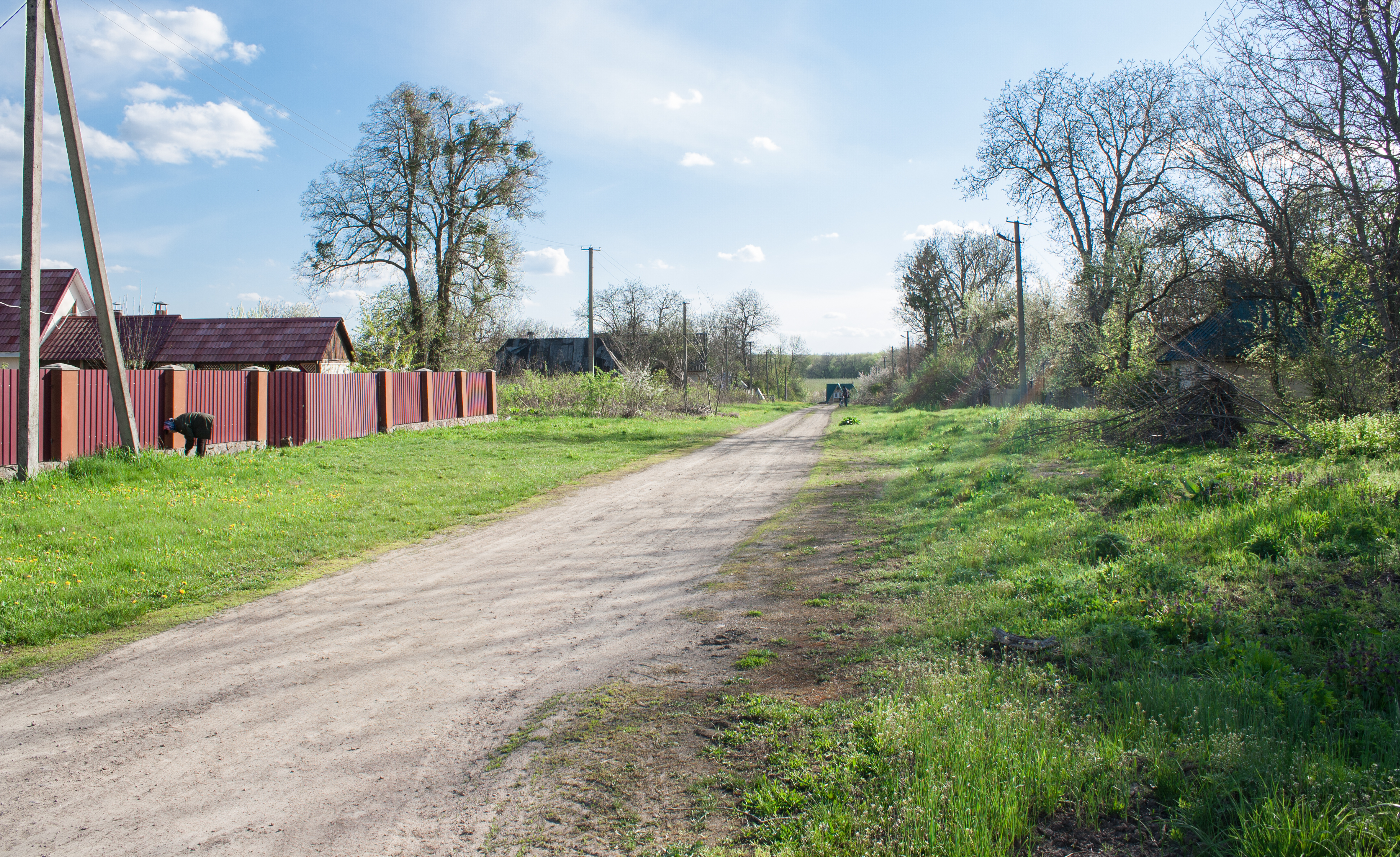
Головна вулиця
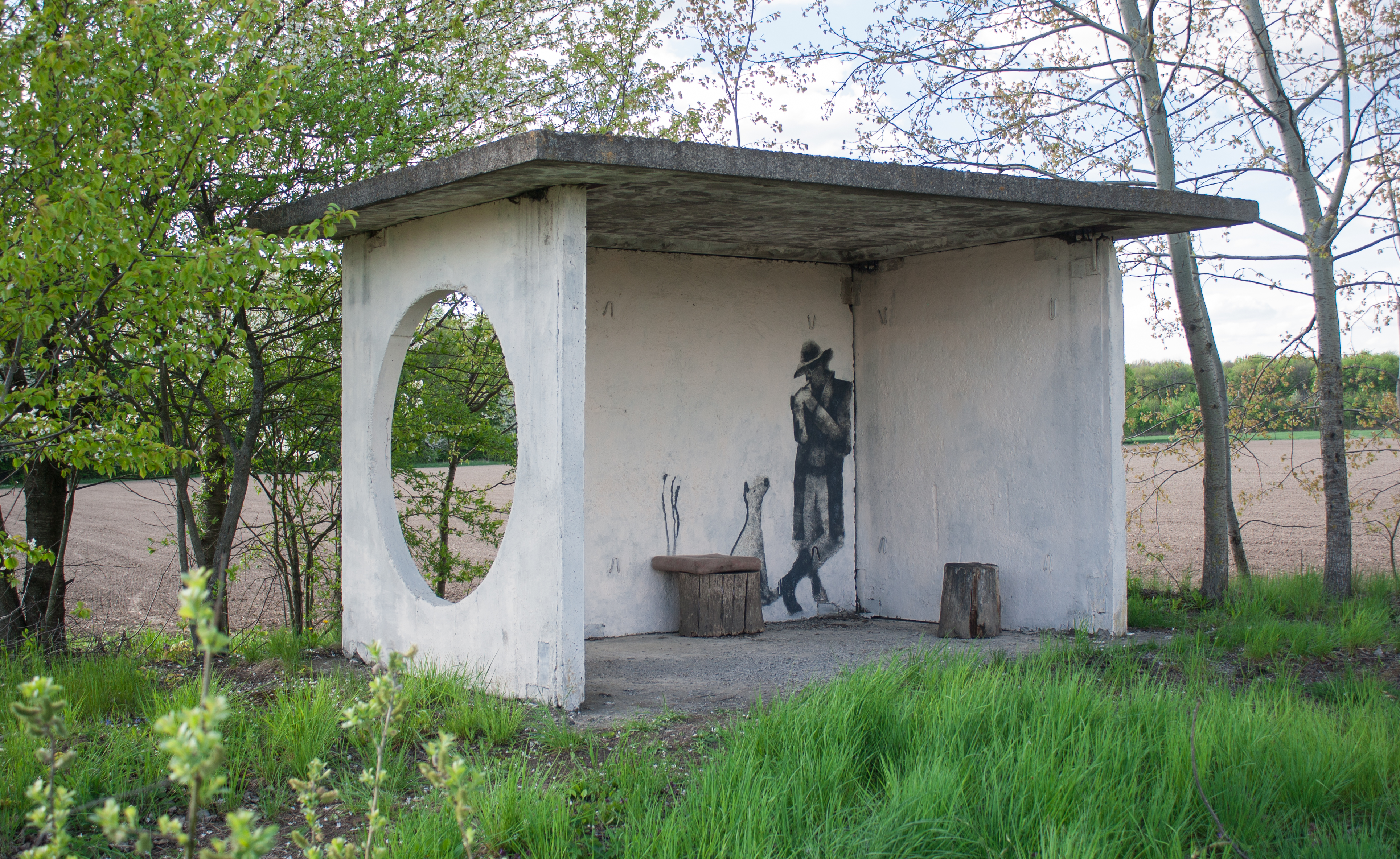
Автобусна зупинка